# Championnat de France masculin de volley-ball 1973-1974
Navigation
Saison précédente Saison suivante
Le Championnat de France de volley-ball Nationale 1 1973-1974 a opposé les dix meilleures équipes françaises de volley-ball.

## Listes des équipes en compétition
| \| Paris UC Rennes Grenoble Montpellier UC ASPTT Montpellier RC France Saint-Maur-des-Fossés Sète Stade Français Tourcoing \| Localisation des clubs engagés dans le championnat. |
| Paris UC Rennes Grenoble Montpellier UC ASPTT Montpellier RC France Saint-Maur-des-Fossés Sète Stade Français Tourcoing                                                           |

| AS Grenoble                 |
| Montpellier Université Club |
| ASPTT Montpellier           |
| Paris UC                    |
| Racing club de France       |
| Rennes EC                   |
| VGA Saint-Maur              |
| Arago de Sète               |
| Stade Français              |
| Tourcoing Sports            |

## Formule de la compétition
- Type championnat : Dix équipes en compétition avec dix huit matches aller et retour sans play-offs

## Saison régulière

### Classement
| #  | Équipe            | Pts | J  | G  | P  | SP | SC |
| 1  | Stade français    | 33  | 18 | 15 | 3  | 49 | 16 |
| 2  | Saint-Maur        | 33  | 18 | 15 | 3  | 49 | 18 |
| 3  | RC de France      | 32  | 18 | 14 | 4  | 47 | 22 |
| 4  | Montpellier UC    | 30  | 18 | 12 | 6  | 43 | 29 |
| 5  | Sète              | 27  | 18 | 9  | 9  | 33 | 34 |
| 6  | ASPTT Montpellier | 26  | 18 | 8  | 10 | 28 | 37 |
| 7  | Rennes            | 24  | 18 | 6  | 12 | 25 | 42 |
| 8  | Tourcoing         | 23  | 18 | 5  | 13 | 26 | 44 |
| 9  | Paris UC          | 22  | 18 | 4  | 14 | 23 | 48 |
| 10 | Grenoble          | 20  | 18 | 2  | 16 | 18 | 51 |

## Bilan de la saison
| Tableau d'Honneur |                |
| Compétition       | Vainqueur      |
| Nationale 1       | Montpellier UC |

| Qualifications européennes 1974-1975 |                |
| Compétition                          | Qualifiés      |
| Coupe d'Europe des Clubs Champions   | Stade français |
| Coupe des vainqueurs de Coupes       | VGA Saint-Maur |

| Promotions et relégations |                           |
| Relégués en Nationale 2   | Paris UC AS Grenoble      |
| Promus de Nationale 2     | AS Cannes Asnières sports |